# 高菜巻
高菜巻（たかなまき）は、大分県日田地方の郷土料理で、海苔の代わりに高菜漬を使った巻き寿司である。高菜巻き、たか菜巻、たかな巻等の表記も用いられる。たかなずしという名称で、1986年（昭和61年）に当時の食糧庁が選定したふるさとおにぎり百選のひとつに選ばれている。

## 概要
酢飯に山芋、納豆、ネギ等を具として乗せ、海苔の代わりに高菜漬で巻いた巻き寿司である。
1954年（昭和29年）に日田市初の江戸前寿司の店として開店した彌助すしで、1965年（昭和40年）頃に供されるようになったのが元祖とされる。
日田すし組合では、高菜巻を始めとする日田特産を使った寿司を「ひたん寿し」と名付けて売り出しており、各店では元祖の彌助すしのレシピを元にアレンジを加えた高菜巻が供されている。